# アダ・ミリャ
アダ・ミリャ（Ada Milea、1978年8月5日 - ）は、ルーマニアの歌手、女優。アダ・ミリャはいくつかの映画音楽を書いている。彼女は、フェスティバルに自分の才能をボランティア提供することで、鉱山会社の脅威にさらされているコミュニティを支援してきた。

## 略歴
アダ・ミリャはトゥルグ・ムレシュで生まれた。彼女はトゥルグ・ムレシュ芸術大学に通った。1997年にトゥルグ・ムレシュ国立劇場で働くようになった。1999年に自分のキャリアを試すために退社。アルバム『Absurdistan』は、2002年にアダ・ミリャによって録音された。
2005年、彼女は鉱山の脅威にさらされているコミュニティ、ロジア・モンタナを支援するコンサートであるファンフェストにボランティアで参加した出演者の一人となった。
2008年に公開され、受賞歴を誇る映画『Elevator』の音楽を書いた。この映画は、ジョージ・ドロバンシュが監督し、ガブリエル・ピンティレイが自身の戯曲に基づいて脚本を書いた、2人の俳優によるインディペンデント映画であった。
アダ・ミリャ&アレクサンダー・バラネスクは、2011年にバラネスク・カルテットをフィーチャーしたCD『The Island』を発表した。
2019年、アダ・ミリャはロンドンで開催された「ヨーロッパ・ルーマニア」フェスティバルでヘッドライナーを務めた。また、バラネスク・カルテットに加わり、生誕300年を迎えたロビンソン・クルーソーの物語に基づくゲル・ナウムの作品を演奏した。2022年、第26回アラド国際クラシック演劇祭においては、コメディーのダジャレによるオープニング・アクトを務めた。